# Kerkhofkapel (Oud-Roosteren)

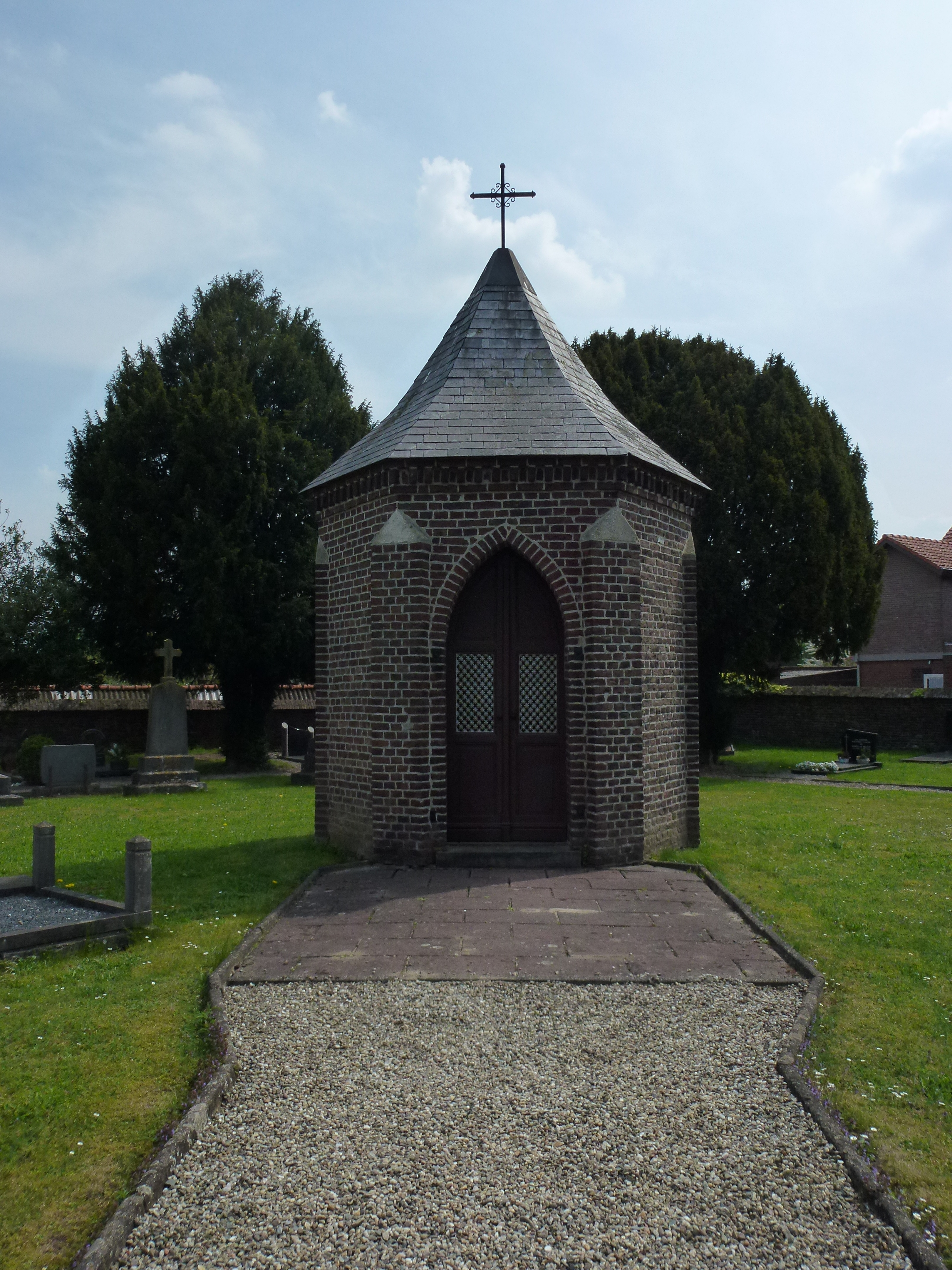
De Kerkhofkapel

De Mariakapel is een kapel in Roosteren in de Nederlandse gemeente Echt-Susteren. De kapel staat op de begraafplaats in buurtschap Oud-Roosteren van dat ten oosten van het Julianakanaal ligt in tegenstelling tot de rest van het dorp.

## Geschiedenis
Rond 1840 werd de Sint-Jacobus de Meerderekerk in Oud-Roosteren afgebroken en westelijker in het dorp werd de nieuwe Sint-Jacobus de Meerderekerk gebouwd. Het kerkhof dat voorheen bij de kerk lag in Oud-Roosteren bleef in gebruik.
In 1870 werd op de plaats van de oude kerk de Kerkhofkapel gebouwd.

## Gebouw
De neogotische bakstenen kapel heeft een zeshoekig plattegrond en wordt gedekt door een gebogen tentdak met leien met op de top een ijzeren kruis. Op de hoeken zijn er steunberen geplaatst en onder de dakrand bevindt zich een bloktandlijst. In de drie achterste gevels is elk een spitsboogvenster aangebracht, waarbij het venster van de middelste gevel (achtergevel) blind is en de twee anderen glas-in-lood bevatten. In de frontgevel bevindt zich de spitsboogvormige toegang van de kapel die wordt afgesloten met een dubbele houten deur.
Van binnen is de kapel wit gestuukt. Tegen de achterwand is het altaar gemetseld en op het altaar staat een ingelijst gebed op een boekdrager.